# تيبازة
تيبازة (بالأمازيغية : ⵜⵉⴼⵣⵣⴰ ، بالفرنسية: Tipaza) هي مدينة جزائرية تقع على ساحل البحر الأبيض المتوسط في ولاية تيبازة وتبعد عن مدينة الجزائر ب 75 كم غربا يقطنها حوالي 25225 نسمة حسب
إحصائيات عام 2008 وتتربع على مساحة قدرها
تعد مدينة تيبازاة من المدن التاريخية بالجزائر إذ أسسها الفينيقيون كإحدى مستعمراتهم التجارية العديدة حيث كانت لها مكانة مرموقة.
مرت عليها العديد من الحضارات والشعوب من الأمازيغ و الفينيقيين والرومان والوندال والبيزنط وتجسد ذلك في الموقع الأثري الذي يتربع على 65هآ مما جعلها قبلة لعشاق السياحة الأثرية كما تتمع البلدية بالعديد من الشواطىء الساحرة والتي أقيمت بشأنها العديد من المؤسسات الفندقية التي تستقطب بدورها المصطافين الباحثين عن الإستجمام خاصة في فصل الصيف

## التسمية
معنى تيبازة في اللغة الفينيقية (الممر) لأنها كانت معبرا وممرا للناس بين مدينتي إيكوزيم (الجزائر) وإيول (شرشال).
ثم أصبحت تعرف بقرطاجية. وقد اكتشف بتيباسا مستعمرة فينيقية تعود للقرن الـ 5 ق.م. وعندما جاء الرومان حولوها إلى مستعمرة تتبع لاتيوم، ثم تحولت إلى مستعمرة تتبع روما في عهد الإمبراطور كلاوديوس (41-54م). وكان أول والي لها بن عمار ضياء الدين

## جغرافيا

### تضاريس
توفر التضاريس على مسافة 3 كيلومترات المحيطة بتيبازا تباينات مهمة في الارتفاع، مع تباين في الارتفاع يصل إلى 241 مترًا بحد أقصى وارتفاعًا أقل من مستوى البحر بمقدار 53 مترًا. في 16 كيلومترًا، توجد اختلافات مهمة في الارتفاع (897 مترًا). في الـ 80 كيلومترًا، توجد اختلافات كبيرة في الارتفاع (1810 مترًا).
المنطقة في حرير 3 كيلومترات من تيبازة مغطاة بالمياه (42%)، والأراضي المزروعة (27%)، والمسطحات المائية (11%)، في حرير يبلغ طوله 16 كيلومترًا بالمياه ( 42٪) والأراضي المزروعة (36٪) وفي حرير يبلغ طوله 80 كيلومترًا من المياه (46٪) والأراضي المزروعة (30٪).

### مناخ

#### حرارة
يستمر الموسم شديد الحرارة لمدة 3.0 أشهر، من 20 يونيو إلى 18 سبتمبر، مع درجة حرارة يومية أعلى من 29 درجة مئوية كحد أقصى. يكون الشهر الحار من السنة في تيبازة هو الأعلى، مع درجة حرارة معتدلة بحد أقصى 32 درجة مئوية وأدنى 22 درجة مئوية
يستمر الموسم الطازج لمدة 4.0 أشهر، من 21 نوفمبر إلى 22 مارس، مع درجة حرارة يومية أقل من الحد الأقصى إلى 19 درجة مئوية. يكون شهر الشتاء البارد في تيبازة في شهر يناير، مع درجة حرارة معتدلة تبلغ 7 درجات مئوية كحد أدنى و16 درجة مئوية كحد أقصى.

#### تساقط
من أجل رصد التباين على مدار الشهر وليس فقط المجاميع الشهرية، نزيد من تراكم الريش على مدار فترة زمنية مدتها 31 يومًا في كل يوم من السنة. تحتوي تيبازة على اختلافات كبيرة في المواسم تتعلق بهطول الأمطار الشهرية.
تستمر فترة السنة الغزيرة لمدة 9.1 شهرًا، من 4 سبتمبر إلى 6 يونيو، مع مجرى ريش أقل من 13 ملم خلال فترة لامعة مدتها 31 يومًا. شهر نوفمبر من أكثر الريش في تيبازة هو شهر نوفمبر، مع شلال من الريش يبلغ طوله 55 ملم.
تستمر الفترة السنوية لمدة 2.9 شهرًا، من 6 يونيو إلى 4 سبتمبر. شهر الريش في تيبازة يكون ممتعًا، مع شلال من الريش يبلغ طوله 2 ملم.

## تاريخ

### العهد الفينيقي

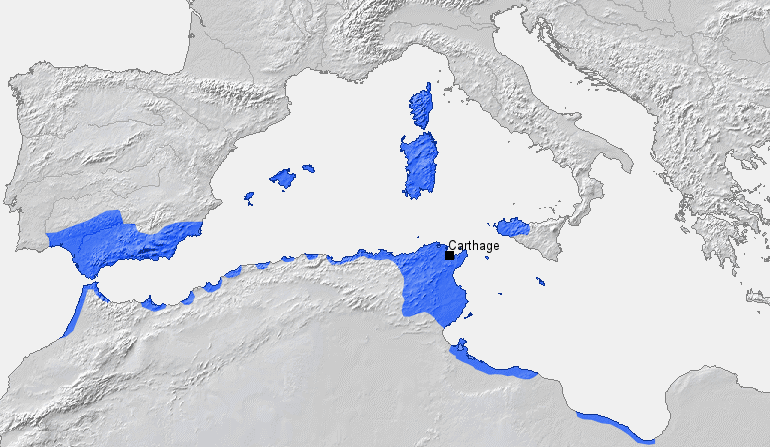
الإنتشار الفينيقي بغرب البحر الأبيض المتوسط

بنى هذه المدينة وطورها الفينيقيون وهم الذين جلبوا معهم الزيتون وزرعوه فيها، كما أن أهل هذه المدينة كانت لديهم طقوس خاصة بالموت، حيث عُثر هناك على مقابر خاصة بالأغنياء، وأخرى خاصة برجال الدين، أما الأيتام فكانوا لا يدفنون، بل كانت تُرمى جثثهم للأسود الموجودة في مكان خاص بها في القلعة الحصينة.
وتشير بعض الروايات إلى وجود تابوتين ملتصقين، كان يشتريهما الأغنياء لقبورهم الخاصة، حيث يكون قبرا الزوج والزوجة متلاصقين معاً، أملاً في أن تشاركه في رحلة الموت أيضاً. كما كانت هناك قبور عادية خاصة بالخدم تحيط بالقبر الكبير الخاص بعائلة الغني.
ومن أغرب طقوس الدفن في هذه المدينة، أن يأخذ الميت معه زجاجة صغيرة، وآنية فخارية، تحتوي إحداهما على دموع، والأخرى على عطر. فتكون الأولى شاهدة على أيامه والثانية من أجل استعمالها في رحلة البعث.

### العهد الروماني

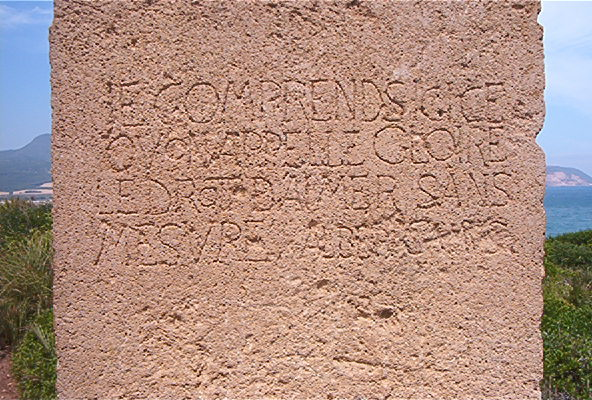
حجر مكتوب باللغة اللاتينية

بنيت المدينة الرومانية في تيباسا فوق ثلاثة تلال صغيرة متقابلة مطلة على البحر. وكانت البيوت السكنية في التلة الوسطى ولكن لم تبق لها آثار. وهناك آثار باقية لثلاث كنائس هي: البازيليكا الكبرى وبازيليكا إسكندر في التلة الغربية
وبازيليكا القديسة سالسا في التلة الشرقية.
أستخدمت البازيليكا الكبرى لقرون كمقلع للحجارة ولكن مخططها الذي قسم إلى سبعة أجنحة لايزال ظاهر للعيان. وقد اكتشف تحتها مقابر نحتت من الصخر الصلب من بينها قبر دائري قطره 60 قدم يسع لـ 24 كفن. أما بازيليكا القديسة سالسا فما زالت تحوي الفسيفساء وقد اكتشفها ستيفن غزل وتتكون من الصحن الرئيسي والجناحين. ويوجد في تيباسا كذلك متحف للآثار الذي يضم الكثير من الآثار رغم صغره.
كان يحيط بالمدينة سور عظيم، طوله كيلومترات عدة، ويحيط بهذه المدينة 37 مركز حراسة، حيث يتم حراستها على مدار الساعة، خوفا من أي غزو. ولكن الطبيعة كانت قاسية حيث دمرت هذا السور العظيم، وأكلت المدينة، وغرق تحت البحر جزء منها، ولم يتم البحث تحت المياه، لأن هذه العملية تحتاج للكثير من البعثات العلمية.
كانت لتيبازة مكانة تجارية معتبرة خصوصا في عهد أباطرة القرنين الثاني والثالث الميلاديين، ولكنها لم تتميز بالفن أو بالتعليم. وفي القرن الثالث الميلادي كانت تيبازة من مقرات الأساقفة المسيحيين، وقامت القديسة سالسا برمي رأس تمثال الإله الزائف إلى البحر، عندئذ قامت الجماهير الوثنية الغاضبة برجمها بالحجارة لتموت. وبأعجوبة كما تذكر الروايات عاد جسدها من البحر ودفن على التلة فوق الميناء في كنيسة صغيرة والتي أصبحت لاحقا البازيليكا الضخمة. وتوسعت المدينة كثيرًا، حيث وصل عدد سكانها في نهاية القرن الرابع الميلادي إلى 20 ألف شخص.

### العهد الوندالي

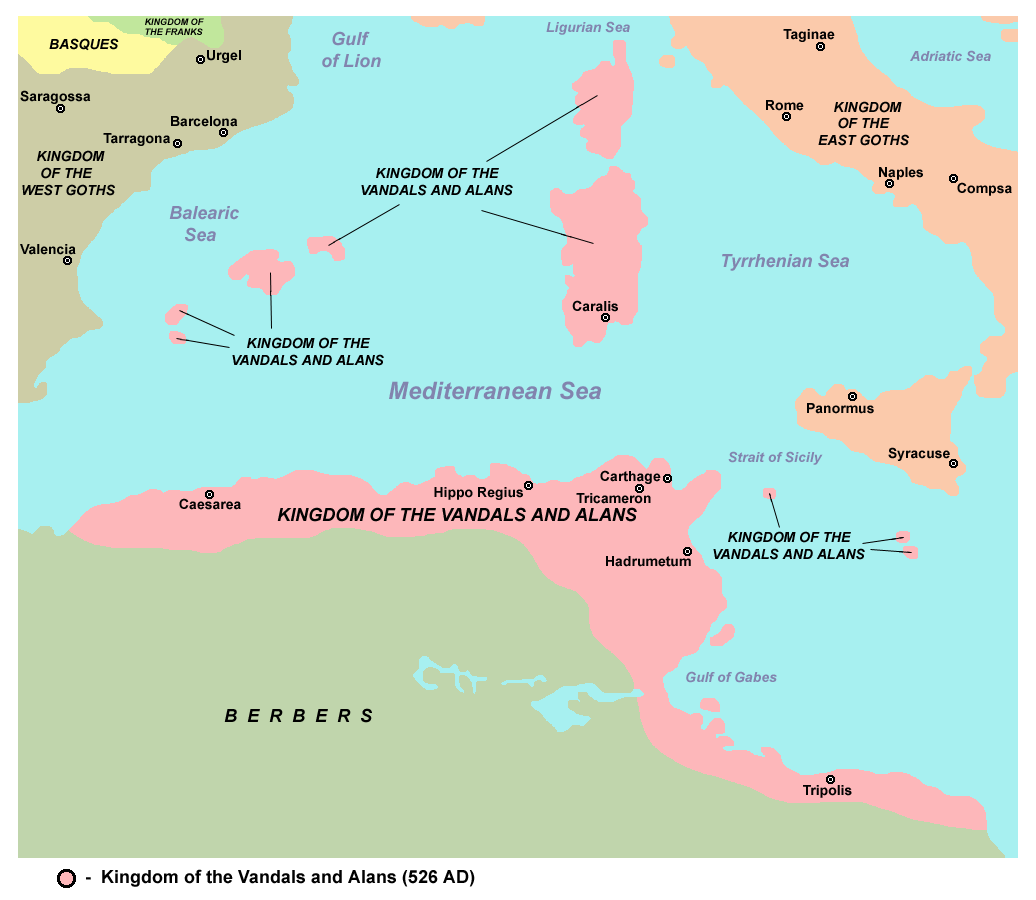
مملكة الوندال عام 526

في عام 484 م قام الملك الوندالي هينريك بإرسال أسقف من المذهب الأريوسي إلى تيباسا، عندئذ هربت أعداد كثيرة من سكان تيباسا إلى إسبانيا عن طريق البحر.
وقد اضهد العديد من الذين بقوا بقسوة ووحشية. فتذكر المصادر القديمة أن السكان قطعت اياديهم اليمنى وألسنتهم ومع ذلك ظلوا يستطيعون الكلام.
وفي سنة 534 م جاء البيزنطيون واحتلوا شرشال وتيباسا أيضا، وقد كانت الكاثوليكية عادت بشكل رسمي تحت عهد هيلديريك، بعد عام 523 م عندها عاد من هاجر من أبناء تيباسا من إسبانيا.
بعد تلك الفترة بدأت المدينة تختفي من التاريخ وعندما جاء العرب المسلمون ولكنهم لم يستوطنوا بها

## المواصلات

### الطرقات
- الطريق الوطني رقم 11
- الطريق الولائي رقم 109

## الاقتصاد

### السياحة

#### الاثرية
توجد في مدينة تيبازة مسارح يستلقي على ضفاف البحر الأبيض المتوسط، ومتاحف متحركة يزاوج بين الحضارة والطبيعة هي مدينة وفية لماضيها العريق الذي يرجع إلى آلاف السنين، حيث تفتح صفحاتها لزوارها لتروي لهم الآثار القديمة والحكايات المثيرة للحضارة الرومانية القديمة التي مرت عليها.
وتأخذك المدينة في رحلة عبر الزمان لتجول بك في أحد أهم المعالم السياحية بالجزائر، لترسم بمخيلتك صور طبيعية وجميلة لمدينة تيبازة.
تستقبلك مدينة تيبازة الواقعة على بعد 50 كيلومتر غرب العاصمة الجزائرية بنسبة من الهواء البارد تلامس وجنتيك لتمنحك الانتعاش، وتحسسك بروعة المناخ المعتدل للبحر الأبيض المتوسط وجمال الطبيعة الخضراء التي تزين حافة البحر وتمتعك بالتجول بين مختلف الأماكن السياحية المتطورة من فنادق فخمة وقرى سياحية ومطاعم فاخرة وأول محطة يتوقف عندها الزوار هي المدينة الرومانية المبنية فوق ثلاثة تلال صغيرة متقابلة مطلة على البحر، وكانت محاطة بسور عظيم و37 مركز مراقبة استعملها الرومان لحراسة المدينة التي كان جمالها وموقعها الجغرافي المتميز محل أطماع الكثيرين ونحتت الرياح البنايات لتحولها إلى تحف فنية تحتفظ المدينة بأطلال الماضي من القصور والمسرح والتماثيل والآثار وغيرها والتي تستقطب كاميرات كم هائل من السياح لتروي لهم روعة الحياة اليومية في عهد الاحتلال الروماني للمنطقة.

### الخدمات
وبالقرب من تيبازة يبث جهاز الإرسال على الموجات الطويلة في تيبازة برامج إذاعية للقناة الثالثة باللغة الفرنسية من شركة الإذاعة الجزائرية. يمكن استقبال تردد الموجة الطويلة 252 كيلو هرتز بشكل جيد في أجزاء كثيرة من أوروبا.
تعد المدينة والمناطق المحيطة بها موطنًا لأكبر مجموعة ناطقة باللغة البربرية في غرب الجزائر شعب شنوة.
كانت محطة تيبازة على التردد 252 كيلو هرتز خارج الخدمة سابقًا منذ 17 مارس 2014، لكنها تبث مرة أخرى على التردد 252 كيلو هرتز

## التعليم

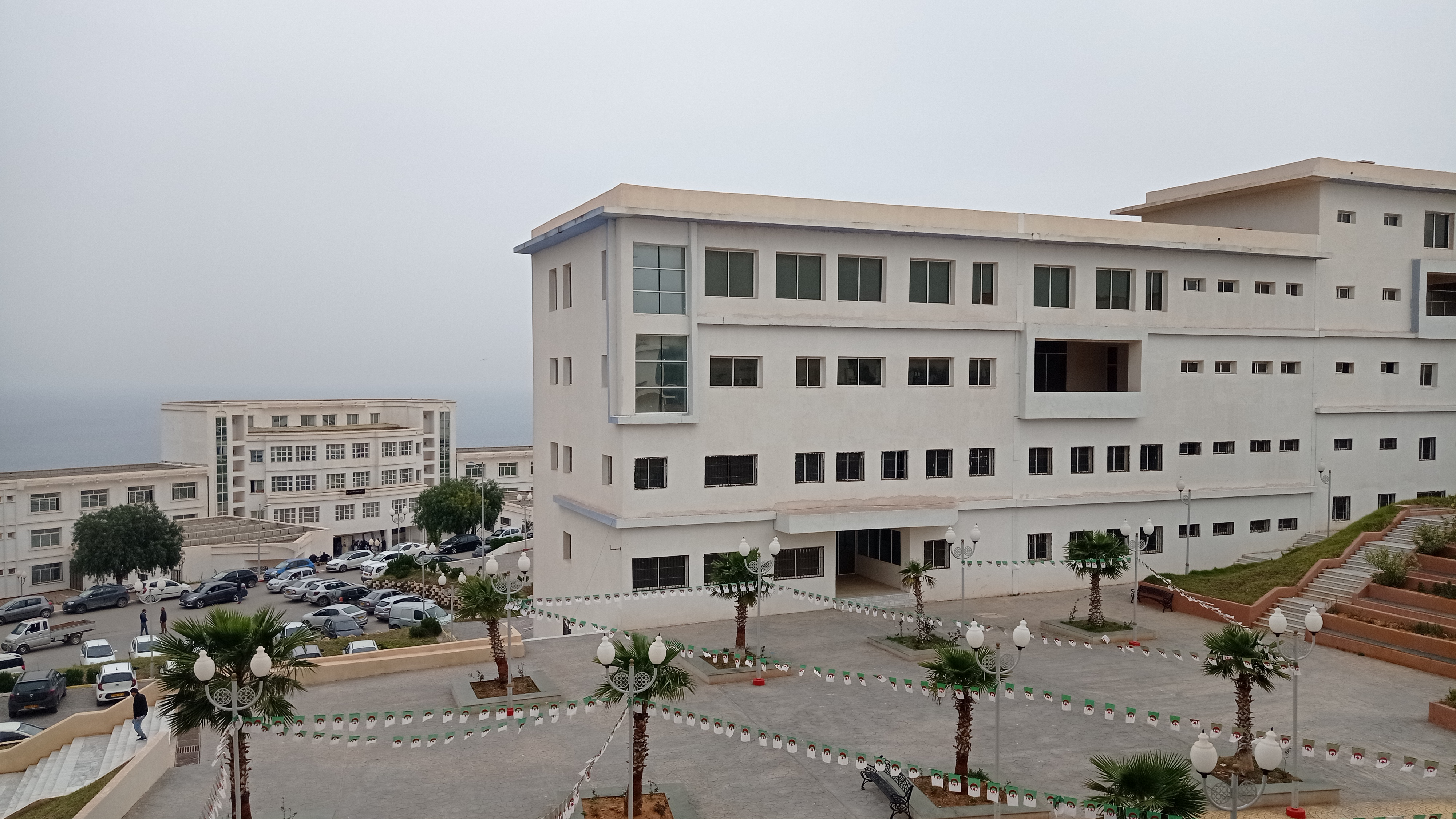
جامعة عبد الله مرسلي

### التعليم الجامعي
تضم هذه المدينة العديد من مؤسسات التعليم الجامعي، منها:
- جامعة عبد الله مرسلي.[17]

## ثقافة
- المكتبة الرئيسية للمطالعة العمومية آسيا جبار[18][19]
- متحف تيبازة

## شؤون دينية

### نظرة عامة
وخلافا لمدينة جميلة وتيمقاد الرومانيتين، والتي تظهر أطلالها المضغوطة ويمكن قرائتها بسهولة، فتيبازة هي عروض لوصف موقع الانفجار. وهذا أن تطهيرها وترميمها ليس كل شيء لأن جزء كبير من المدينة ما زالت تحت الرواسب لإثبات ماتبقى من المدينة الأثرية على طول الشارع الذي يربط المتحف إلى الحديقة الأثرية، والتي هي قاعدة أربعة أقدام تحت مستوى الأرض الحالية.
كما هو عليه الحال فهي عبارة عن أنقاض تتكون من اثنين من المناطق الكبيرة. الأولى، التي تقع خارج أسوار عند مدخل المدينة الحديثة، وهو مقبرة كبيرة لبازيليك القديس. والثاني هو الحديقة الأثرية، التي تقع على المشارف الغربية للمدينة الحديثة، التي تشمل معظم المعالم المكشوفة وميناء ومتحف.
| المعلم        | نبذة | صورة                            |
| ------------- | --- | ------------------------------- |
| القديسة سالسا | سميت على اسم شهيدة شابة مسيحية في القرن الرابع، ويضم مقبرة الشرقية من المدينة الذي يمتد خارج حرم المدينة. ومن مقبرة ضخمة حيث «زعزعة توابيت حول الكنيسة مثل الغنم حول الراعي الصالح». هذا هو واحد من أرقى المقابر المسيحية في العالم الغربي. وكان بناؤه قد بدأ بعد إلى العصور الوثنية، مما يدل على أن المقابر بنيت في الفترات السابقة والتي هي واحدة من الأكثر تمثيلا هو قبر البونية اتهم في الهاوية التي سقط في البحر. على قمة تلة تقف كنيسة سانت الصلصا، الذي يتكون من صحن مركزي محاط من قبل اثنين من الممرات. وجرى تمديد صحن من الحنية وإسقاط فوق الممرات اثنين اثنين ركض تقف مع سلالم لا تزال موجودة على جانبي المدخل. في الشمال، يوجد باب صغير في جدار يؤدي إلى المنطقة التي تطل على المنحدرات نحو الهاوية. غرفة واحدة تحتوي على جدول مربعة أو الأعياد منسا. | تابوت فابيا الصلصا في البازيليك |
| المدرج        | يوجد قريبا من مدخل الحديقة على اليمين، والمدرج هو أول مبنى الذي يطرح نفسه إلى طريقة العرض 80 م، ولقد تم الانتهاء فقط من الجزء الشمالي من المبنى. فإنه يكشف عن أقواس تدعم المدرجات، والأسوار العالية التي حدت من أبواب الساحة. وهناك نوعان من البوابات الرئيسية على الجانب الشرقي والغرب، وثلاثة أبواب على كل جانب. وكان المدرج بنيت في وقت لاحق، للتعدي على المعابد المجاورة. | Tipaza amphithéâtre             |
| المعابد       | يتواجد المعبد بالقرب من المدرج، ولا يزال هناك سوى المنصة وجزء من الدرج وهو مجهول هوية صنعه ومقتصديه. ويوجد معبد جديد في الجانب الآخر من المربع يحتوي على نفس الترتيب، ويلاحظ اختلاف في تبليط الأرضية عن المعبد الأول. |                                 |

## اعلام
- القديسة سالسا

## معرض صور

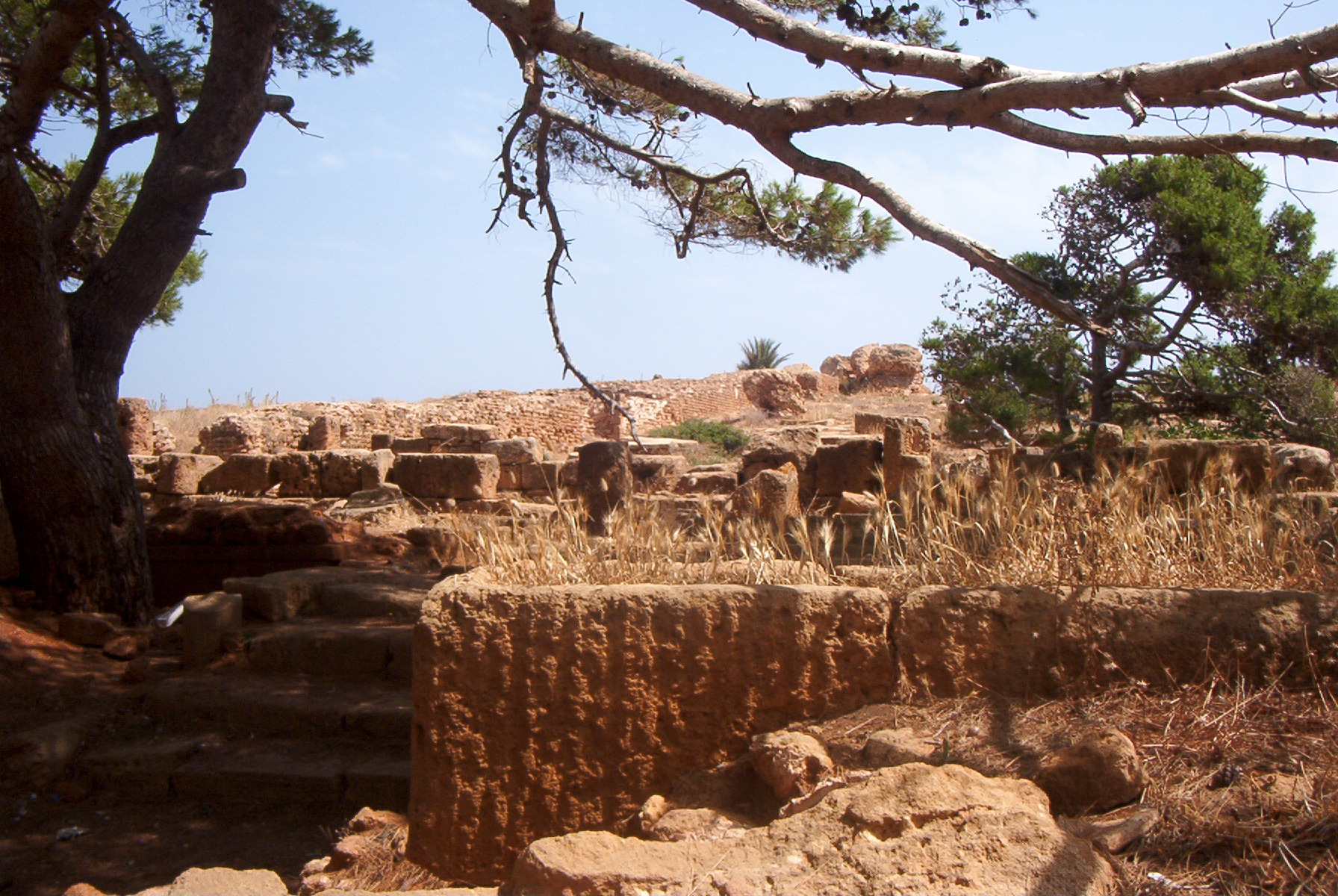
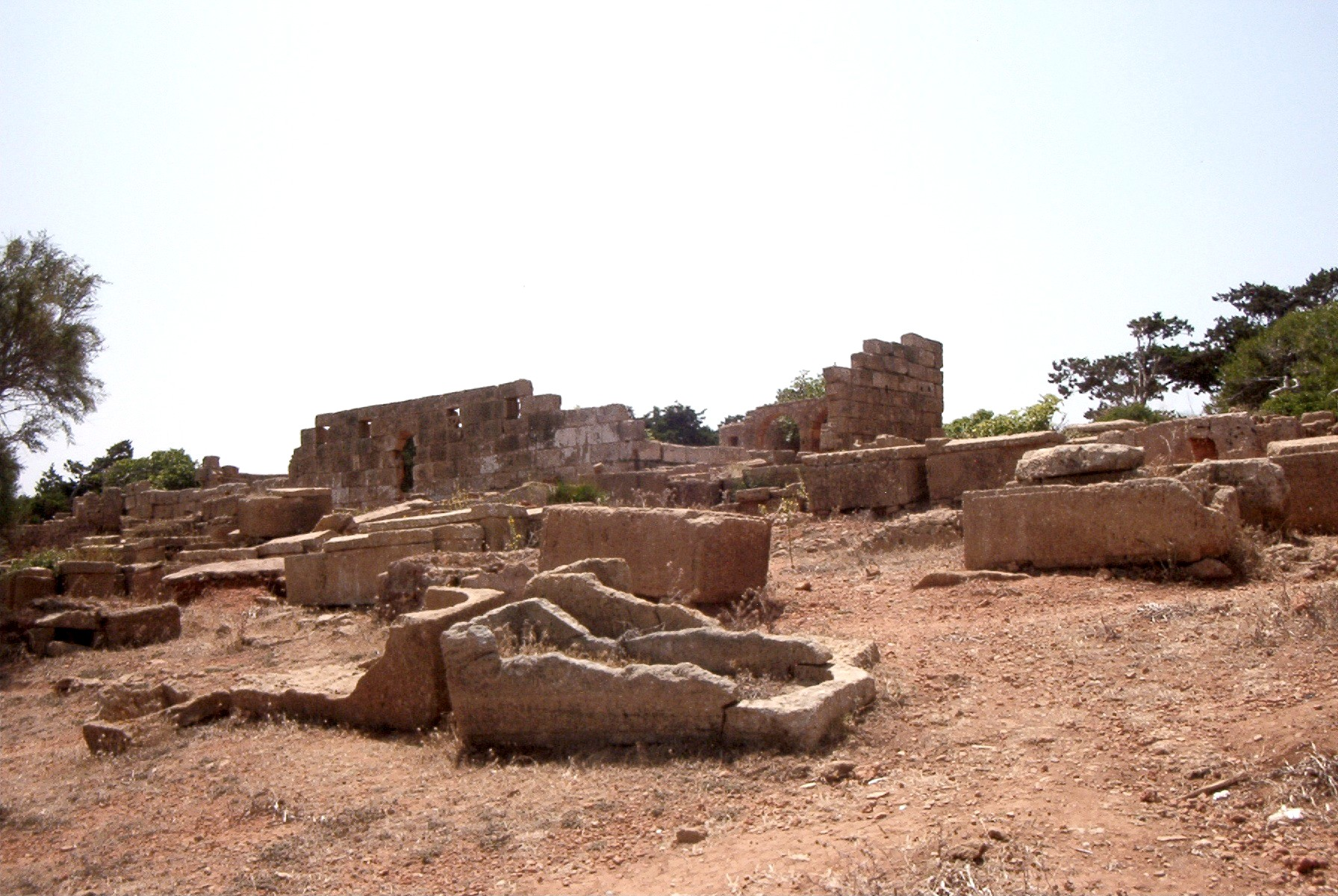
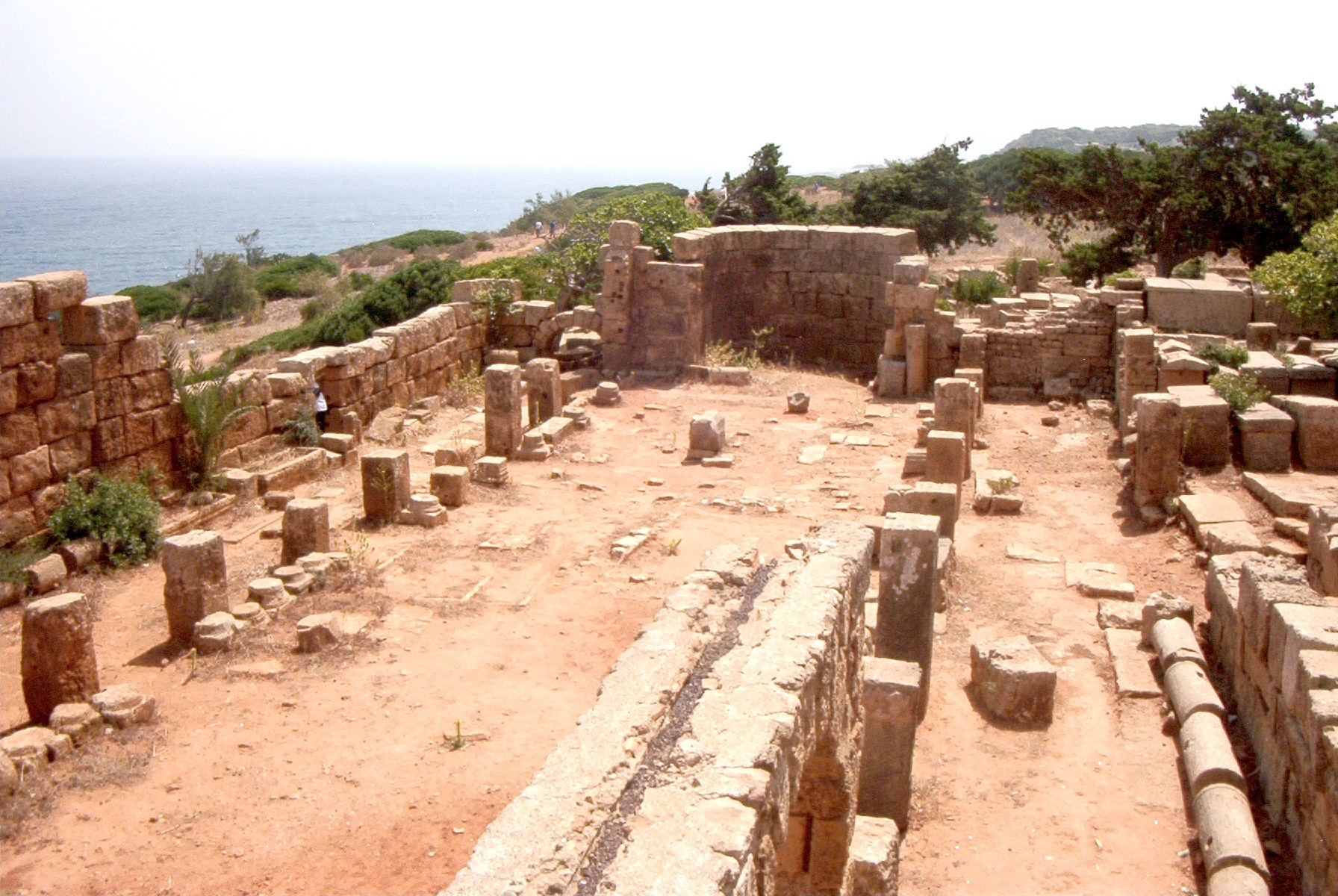
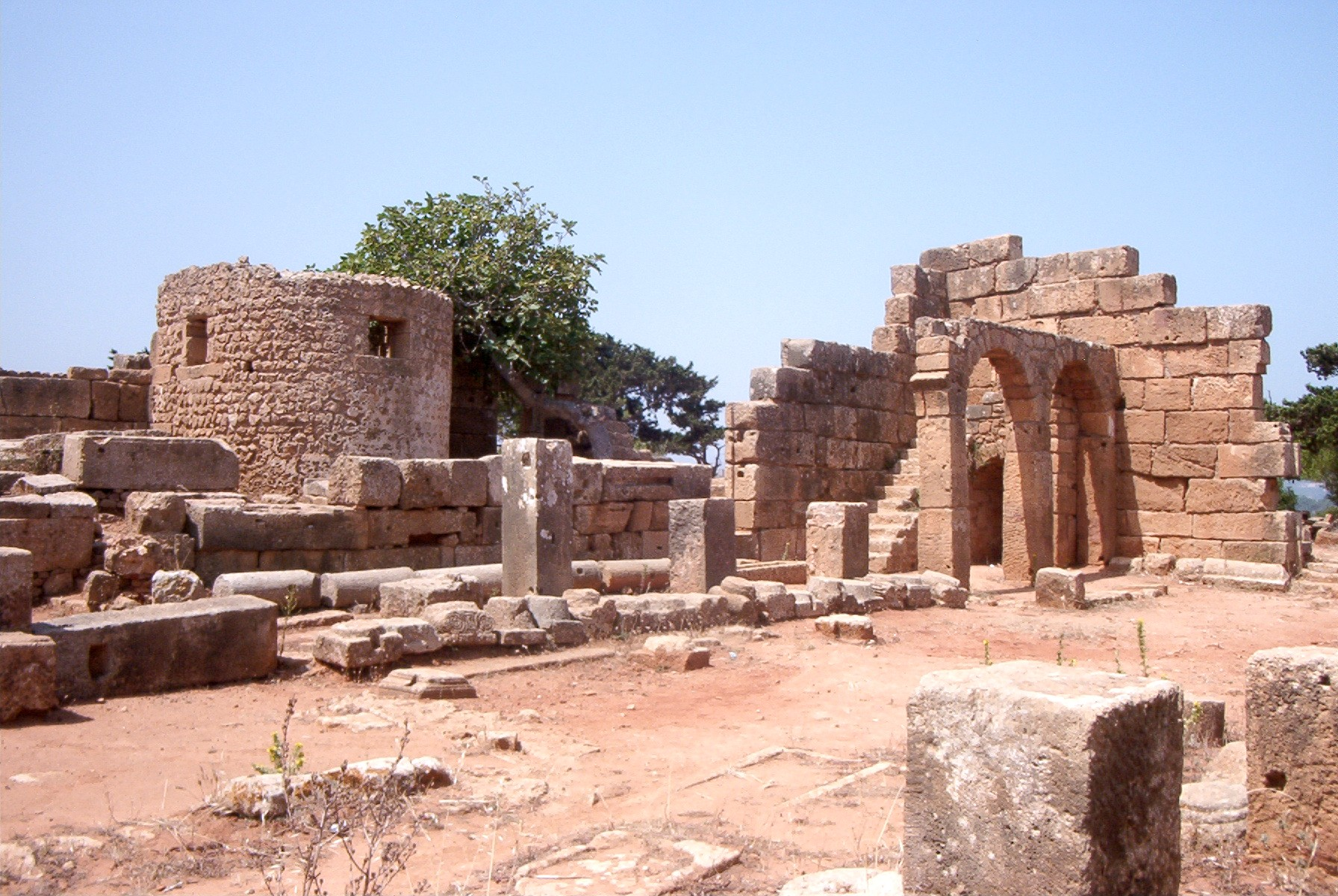
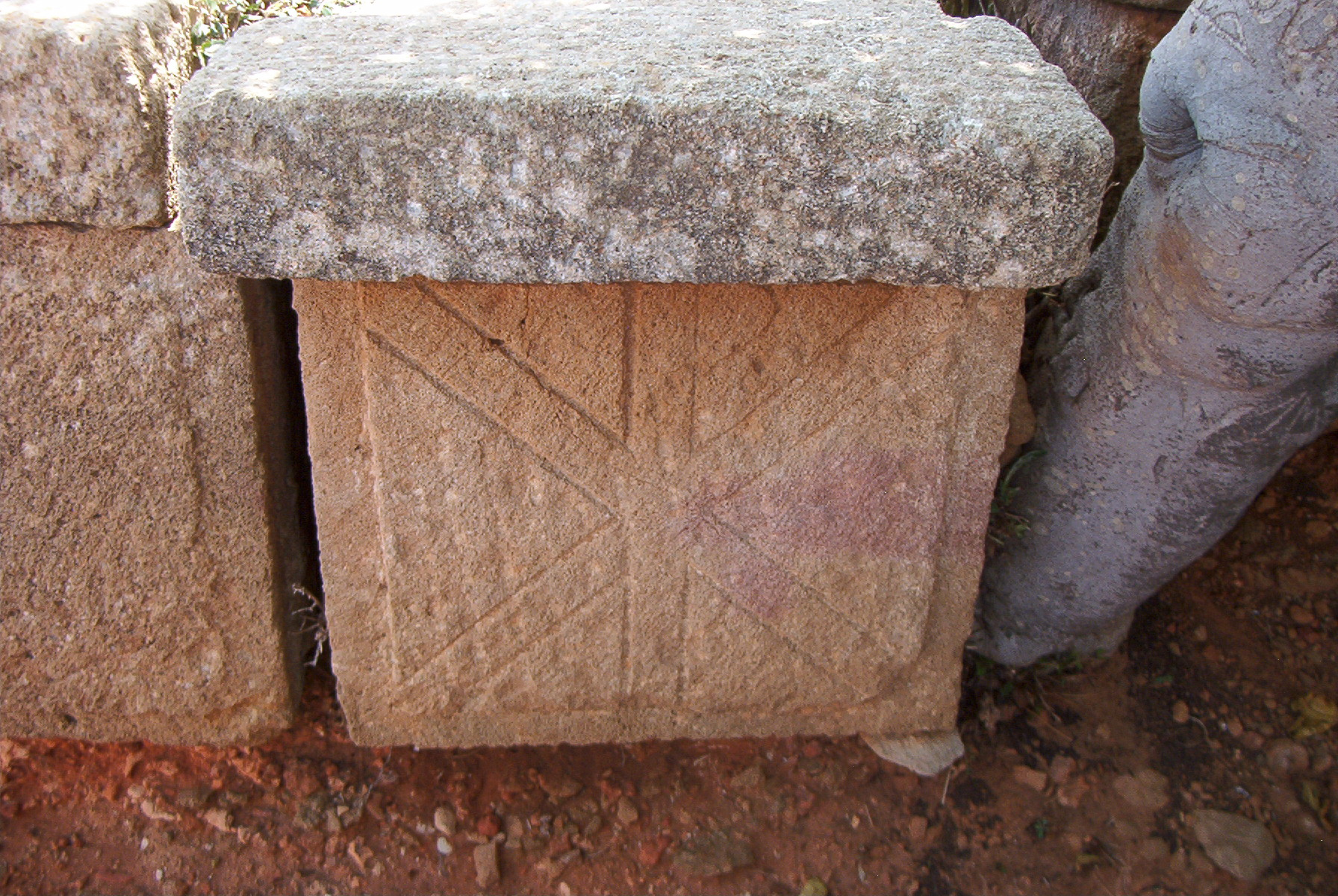
تابوت مسيحي)
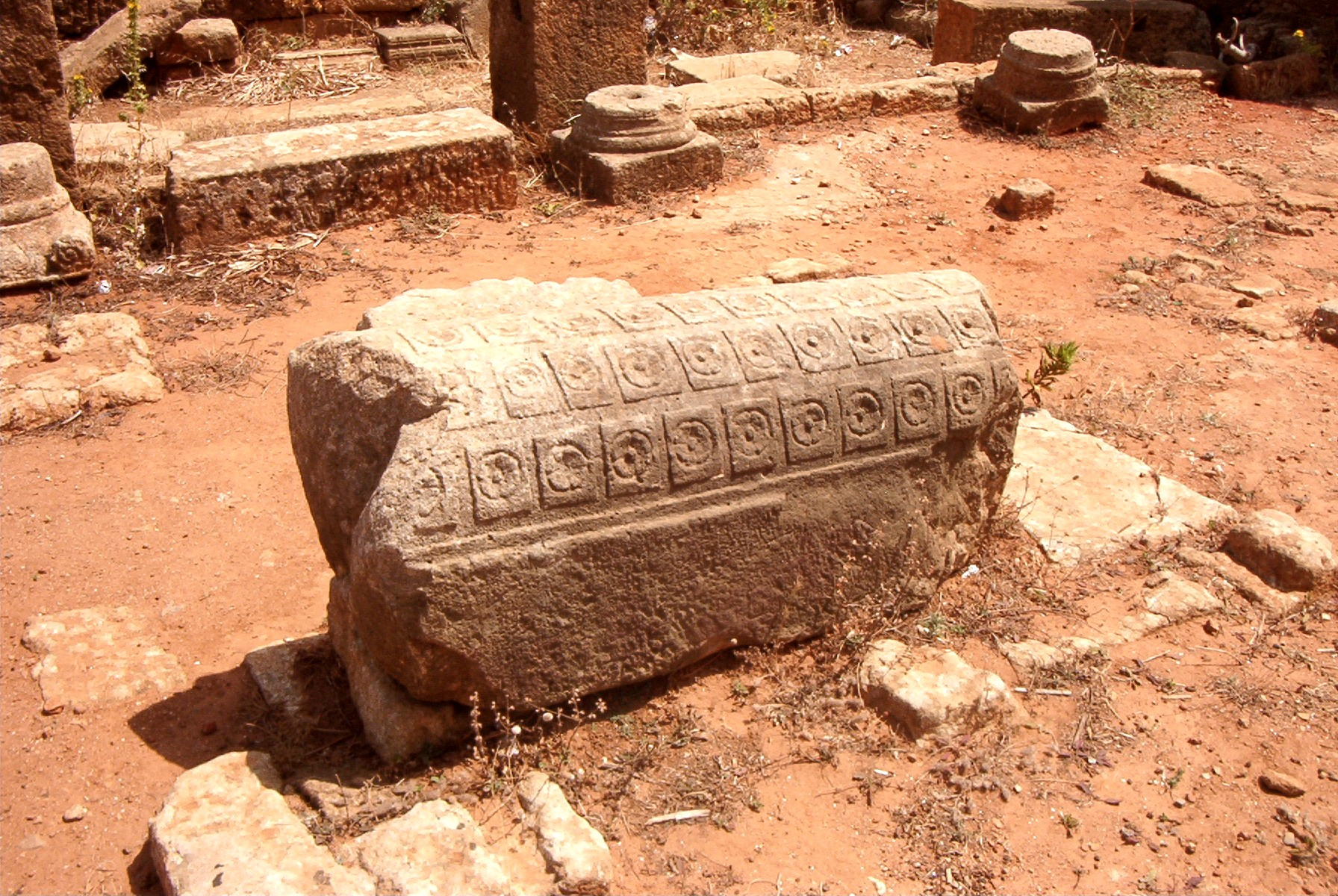
تابوت فابيا الصلصا في البازيليك
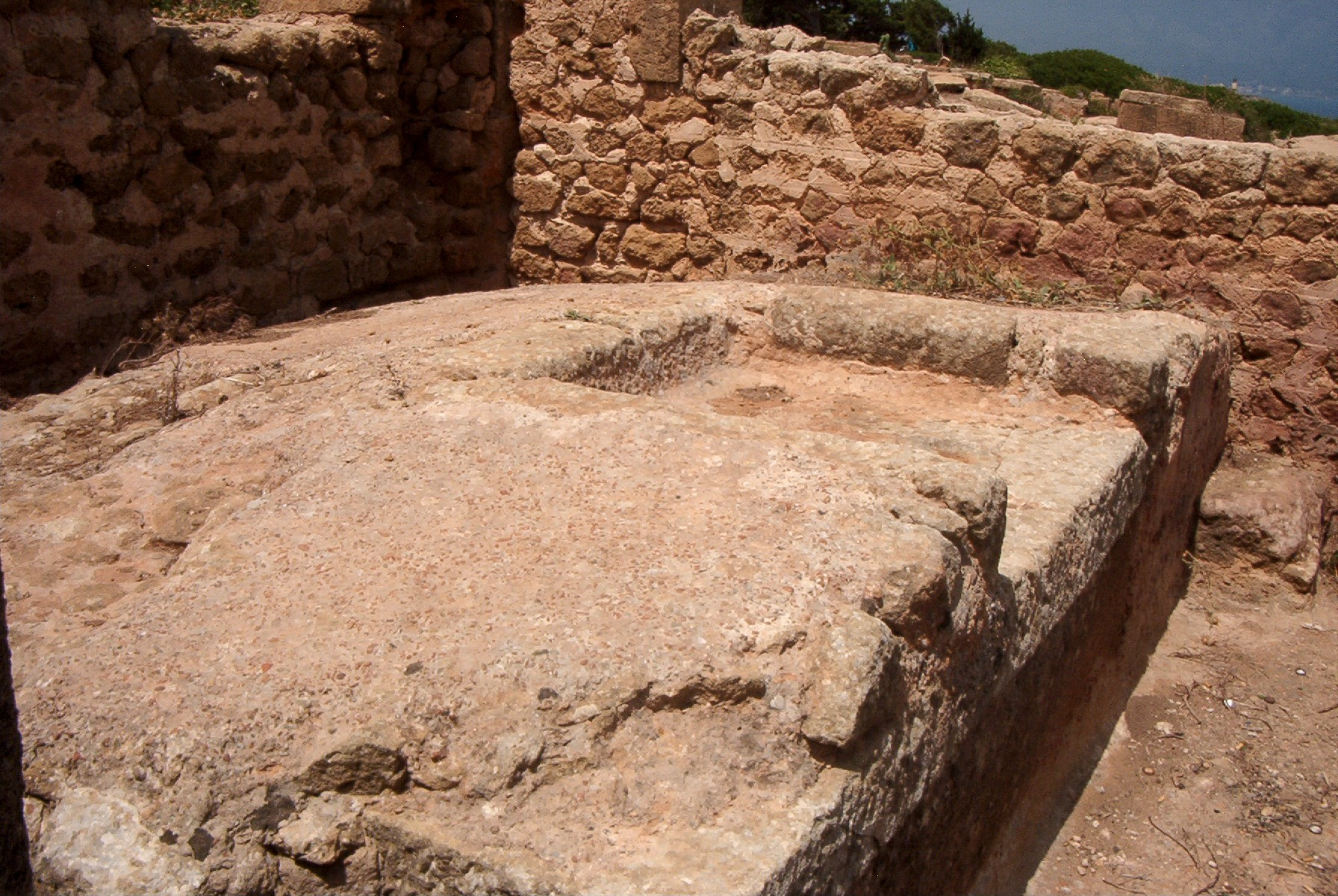
جدول المنسا
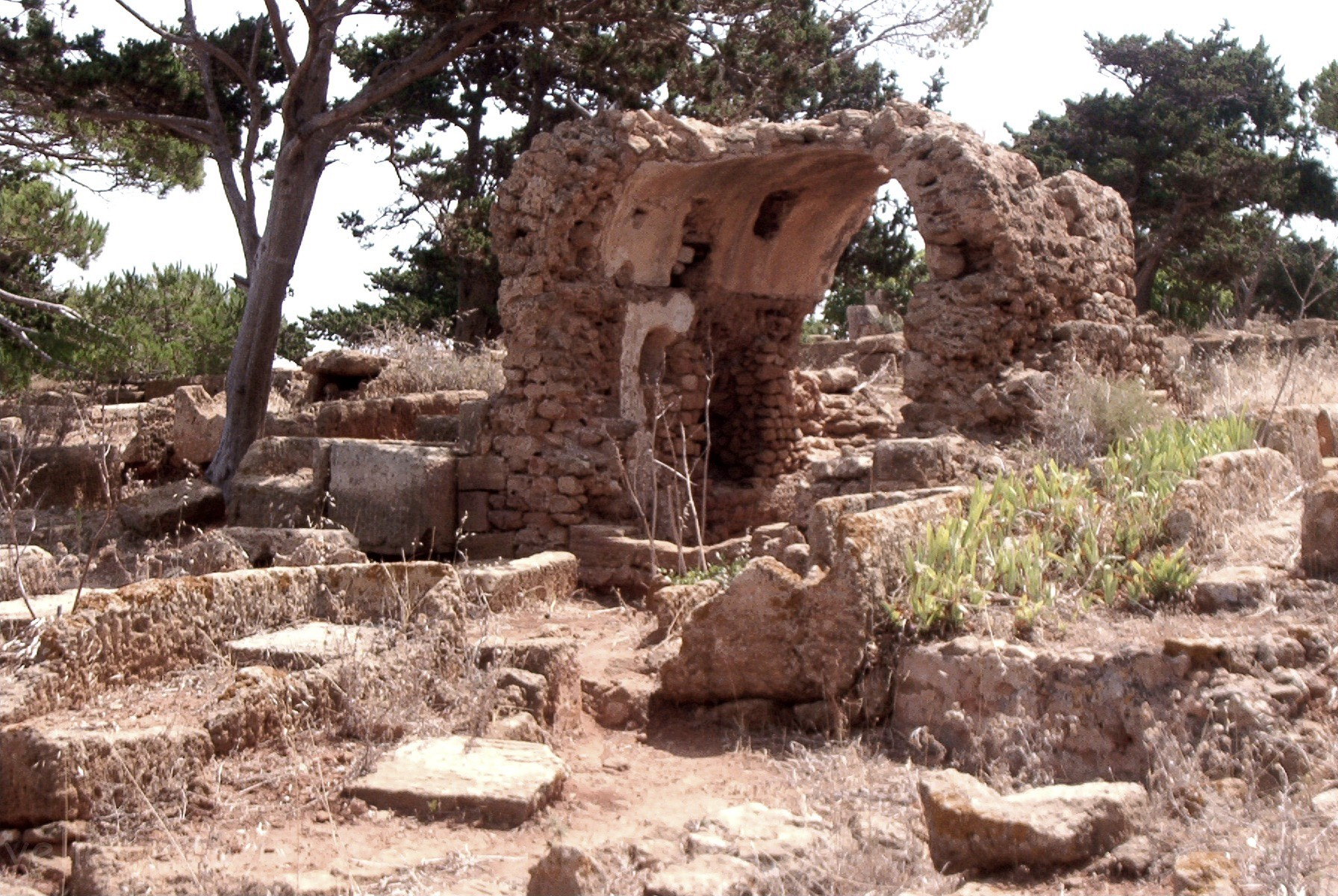
الكولومبيباريوم

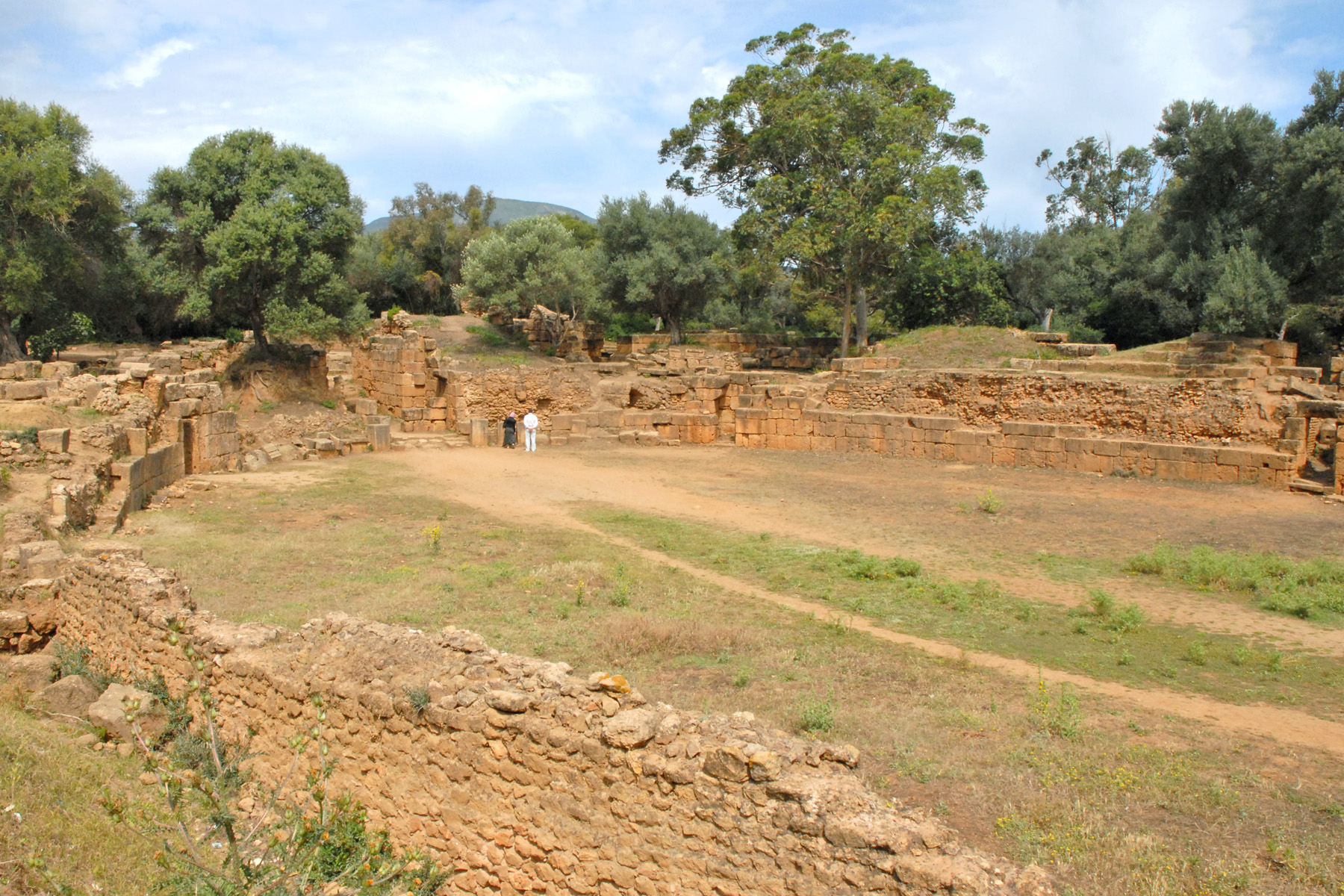
المدرج.
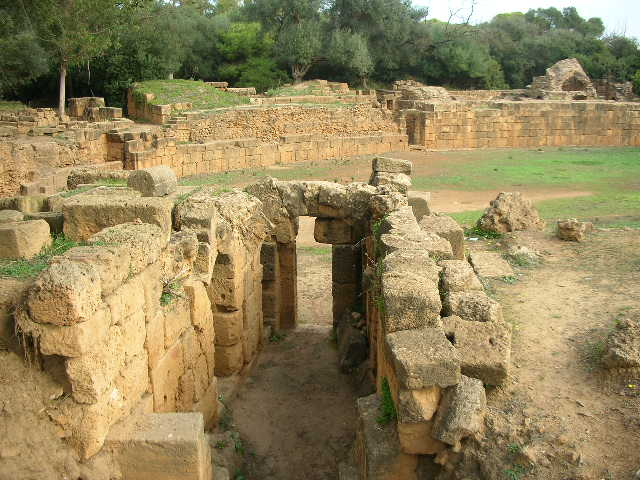
باب من أبواب المدرج.
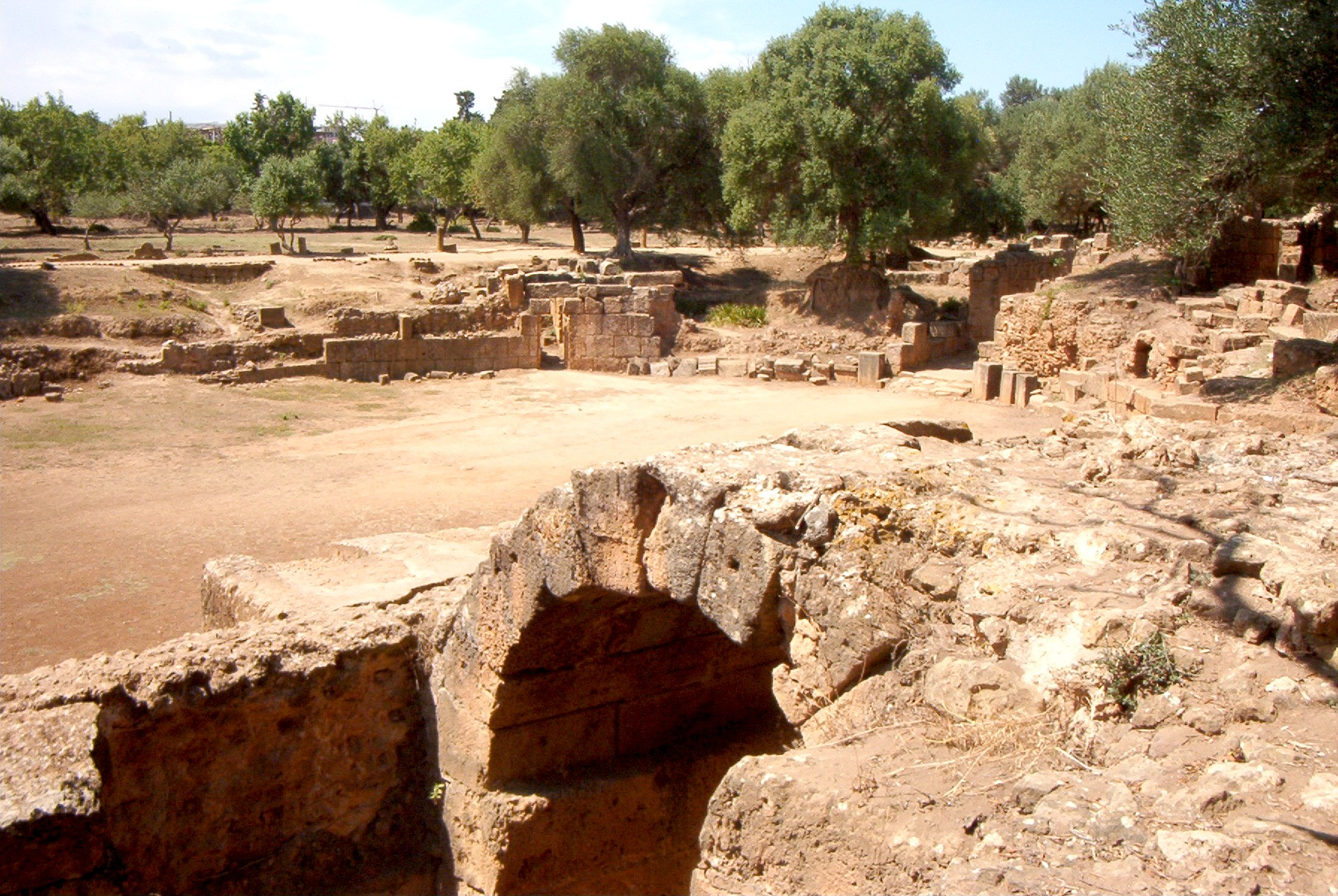
قبو.

## وصلة خارجية
- تيبازة